# Rifugio Domàs
Il rifugio Domàs è un piccolo bivacco, situato nel comune di Bellinzona (località Claro), nel Canton Ticino, nelle Alpi Lepontine, a 1.666 m s.l.m., recentemente riattato.

## Caratteristiche e informazioni
Il bivacco contiene un piccolo refettorio, e 4 posti letto con alcune coperte. Stufa a legna e a gas, quale riscaldamento e uso cucina con piatti e padelle.

## Accessi
- Monti di Savorù 1.328 m raggiungibili in teleferica da Lumino.
  - Tempo di percorrenza: 1 ora
  - Dislivello: 350 metri
  - Difficoltà: T2
- Claro 270 m Claro è raggiungibile anche con i mezzi pubblici.
  - Tempo di percorrenza: 3 ore
  - Dislivello: 1.400 metri
  - Difficoltà: T2

## Escursioni
- Sentiero delle sculture (da Savorù alla Capanna Brogoldone)
  - Tempo di percorrenza: 1,50 ore
  - Dislivello: 600 metri
  - Difficoltà: T2

## Traversate
- Brogoldone 45 min